# Salvatore Antibo
Salvatore Antibo, detto Totò (Altofonte, 7 febbraio 1962), è un ex mezzofondista italiano, campione europeo dei 5 000 e dei 10 000 metri piani a Spalato 1990 e medaglia d'argento olimpica nei 10000 m ai Giochi di Seul 1988.
Unico atleta italiano ad avere vinto una gara in Coppa del mondo, è stato primatista italiano dei 5 000 e dei 10000 m piani, prima che entrambi i record venissero battuti da Yemaneberhan Crippa.

## Biografia
Dopo aver giocato a calcio in gioventù, a 17 anni conobbe l'allenatore palermitano Gaspare Polizzi che lo indirizzò al fondo ottenendo ottimi risultati già da juniores, tra cui la medaglia d'argento nei 5000 m piani agli Europei di categoria del 1981.
Ai Giochi olimpici di Los Angeles 1984 si classificò 4º nella finale dei 10000 m piani, vinti da Alberto Cova; Antibo aveva commesso l'errore di calzare delle scarpe nuove, che lo fecero soffrire durante la gara, privandolo probabilmente di una medaglia. Nel 1986, fu medaglia di bronzo agli Europei sui 10000 m in un podio tutto italiano, Mei, Cova, Antibo. Nel 1987 ottenne un terzo posto nei 5000 m e un secondo posto nei 10000 m in Coppa Europa.
Ai Giochi olimpici del 1988 si classificò 2º nella finale dei 10000 m piani, dietro al marocchino Brahim Boutayeb. Da quel momento, rimase imbattuto per quasi tre anni sulla distanza. Il biennio 1989-90 fu il suo periodo d'oro: fu l'ultimo europeo in grado di rivaleggiare con gli atleti africani, prima che questi prendessero definitivamente il dominio nella categoria. Nel 1989 si avvicinò al primato mondiale dei 10000 m piani, ottenendo il secondo tempo di sempre (27'16"50) a tre secondi dall'allora record del portoghese Fernando Mamede: questo tempo è rimasto primato italiano per i successivi trent'anni, prima di essere battuto nel 2019 da Yemaneberhan Crippa. Il 13'05"59 sui 5000 m, ottenuto l'anno seguente, rimase record nazionale fino al 2020, quando venne migliorato dallo stesso Crippa. Nel 1989, vinse i 10000 m in Coppa del mondo, rappresentando l'Europa; Antibo resta l'unico italiano ad aver vinto una gara in questa competizione.
Agli Europei del 1990, vinse la medaglia d'oro sia nei 10 000 che nei 5000 m piani. Dominò la prima gara, distanziando gli immediati inseguitori di mezzo giro. Vittima di una caduta nelle fasi iniziali del 5000 m, riuscì a raggiungere il gruppo e a vincere la gara allo sprint. Nel 1991, vinse anche in Coppa Europa. Nello stesso anno perse tuttavia l'imbattibilità sui 10000 m, sconfitto al termine di una gara spettacolare dal marocchino Khalid Skah.
Il podista siciliano era quindi il favorito nei 10000 m piani ai Mondiali di Tokyo del 1991, ma durante la seconda parte di gara fu vittima di un improvviso calo fisico; riuscì a terminare ma arrivò ultimo. Dopo la gara si saprà che la causa della crisi era stata un attacco di epilessia, malattia che gli era stata diagnosticata già da ragazzo. Riuscirà tuttavia a tornare a gareggiare ottenendo, tra l'altro, un brillante 4º posto ai Giochi di Barcellona 1992. In quest'ultima gara, fu per un breve lasso di tempo medaglia di bronzo: il vincitore della prova, il marocchino Khalid Skah, fu squalificato per essersi accordato con il suo connazionale Hamou Boutayeb che, doppiato durante la gara, ostacolò l'atleta keniota Richard Chelimo. Khalid Skah fu in seguito confermato vincitore, e Antibo si classificò al 4º posto.
Antibo partecipò ancora alla finale dei 10000 m piani ai Mondiali 1993 a Stoccarda e, all'ingresso dell'ultimo giro, fu doppiato dalla nuova stella della specialità, l'etiope Haile Gebrselassie.
Antibo è stato fidanzato con la mezzofondista e maratoneta Rosanna Munerotto. Curiosamente non ha mai vinto un titolo italiano. In seguito agli effetti invalidanti dell'epilessia dal 2004 è beneficiario del vitalizio per gli sportivi, dedicato esclusivamente per gli atleti italiani che hanno vinto almeno una medaglia alle olimpiadi. La diaria è stata concessa dalla Presidenza del Consiglio secondo la Legge Onesti.

## Record nazionali

Totò Antibo

- 5 000 metri piani: 13'05"59 ( Bologna, 18 luglio 1990) (detenuto fino all'8 settembre 2020)
- 10 000 metri piani: 27'16"50 ( Helsinki, 29 giugno 1989) (detenuto fino al 6 ottobre 2019)

## Palmarès
| Anno | Manifestazione  | Sede        | Evento        | Risultato  | Prestazione | Note |
| ---- | --------------- | ----------- | ------------- | ---------- | ----------- | ---- |
| 1981 | Europei U20     | Utrecht     | 5000 m piani  | Argento    | 14'03"73    |      |
| 1982 | Europei         | Atene       | 10000 m piani | 6º         | 28'21"07    |      |
| 1983 | Mondiali        | Helsinki    | 5000 m piani  | 13º        | 13'40"76    |      |
| 1984 | Giochi olimpici | Los Angeles | 5000 m piani  | Semifinale | 13'47"53    |      |
| 1984 | Giochi olimpici | Los Angeles | 10000 m piani | 4º         | 28'06"50    |      |
| 1986 | Europei         | Stoccarda   | 5000 m piani  | 10º        | 13'38"25    |      |
| 1986 | Europei         | Stoccarda   | 10000 m piani | Bronzo     | 28'00"25    |      |
| 1987 | Mondiali        | Roma        | 10000 m piani | 16º        | 28'33"77    |      |
| 1988 | Giochi olimpici | Seul        | 5000 m piani  | Semifinale | 13'25"64    |      |
| 1988 | Giochi olimpici | Seul        | 10000 m piani | Argento    | 27'23"55    |      |
| 1990 | Europei         | Spalato     | 5000 m piani  | Oro        | 13'22"00    |      |
| 1990 | Europei         | Spalato     | 10000 m piani | Oro        | 27'41"27    |      |
| 1991 | Mondiali        | Tokyo       | 10000 m piani | 20º        | 28'52"41    |      |
| 1992 | Giochi olimpici | Barcellona  | 5000 m piani  | 16º        | 14'02"47    |      |
| 1992 | Giochi olimpici | Barcellona  | 10000 m piani | 4º         | 28'11"39    |      |
| 1993 | Mondiali        | Stoccarda   | 10000 m piani | 12º        | 29'10"83    |      |

## Campionati nazionali
1980
- 9º ai campionati italiani assoluti, 5000 m piani - 14'04"7

1981
- Argento ai campionati italiani assoluti, 5000 m piani - 13'50"56

1982
- Argento ai campionati italiani assoluti, 5000 m piani - 13'47"37

1983
- Argento ai campionati italiani assoluti, 10000 m piani - 29'32"47
- Argento ai campionati italiani assoluti, 5000 m piani - 13'43"57
- 7º ai campionati italiani di corsa campestre - 35'25"6

1984
- 6º ai campionati italiani di corsa campestre - 34'28"

1985
- Bronzo ai campionati italiani assoluti, 5000 m piani - 13'31"86

1988
- 4º ai campionati italiani di corsa campestre - 35'59"

1989
- Argento ai campionati italiani di corsa campestre - 36'17"

1992
- Bronzo ai campionati italiani di corsa campestre - 33'48"

## Altre competizioni internazionali
1983
- 13º al Golden Gala ( Roma), 3000 m piani - 8'05"20
- Argento al Trofeo Sant'Agata ( Catania)

1984
- 10º al Golden Gala ( Roma), 3000 m piani - 7'54"04
- 12º al Campaccio ( San Giorgio su Legnano) - 36'54"

1985
- Bronzo al Giro podistico internazionale di Castelbuono ( Castelbuono) - 34'18"

1986
- Bronzo ai Bislett Games ( Oslo), 10000 m piani - 27'39"52

1987
- Bronzo in Coppa Europa ( Praga), 5000 m piani - 13'35"92[2]
- Argento in Coppa Europa ( Praga), 10000 m piani - 28'46"69[2]
- 5º alla BOclassic ( Bolzano) - 29'00"2
- 7º al Trofeo Sant'Agata ( Catania)

1988
- 8º al Bauhaus-Galan ( Stoccolma), 5000 m piani - 13'25"53
- 5º al Golden Gala ( Verona), 5000 m piani - 13'47"49
- 9º alla Cinque Mulini ( San Vittore Olona) - 33'47"1
- 10º al Cross di Alà dei Sardi ( Alà dei Sardi) - 34'07"

1989
- Oro in Coppa Europa ( Gateshead), 5000 m piani - 13'43"84[2]
- Oro in Coppa del mondo ( Barcellona), 10000 m piani - 28'05"26[3]

1991
- Oro in Coppa Europa ( Francoforte sul Meno), 5000 m piani - 13'21"68[2]
- 11º alla Stramilano ( Milano) - 1h03'35"

1992
- 12º al Memorial Van Damme ( Bruxelles), 5000 m piani - 13'31"04
- 8º al Campaccio ( San Giorgio su Legnano) - 34'55"
- 8º alla Cinque Mulini ( San Vittore Olona) - 33'46"